# Fyodor Isidorovich Kuznetsov
Fyodor Isidorovich Kuznetsov (tiếng Nga: Фёдор Исидо́рович Кузнецо́в; 29 tháng 9 năm 1898 - 22 tháng 3 năm 1961) là một Thượng tướng Liên Xô.

## Tiểu sử
Sinh ra trong một gia đình nông dân ở tỉnh Mogilev (Horki Raion ngày nay, tỉnh Mogilev của Belarus), Kuznetsov phục vụ trong Quân đội Hoàng gia Nga trong Thế chiến thứ nhất và tiếp tục phục vụ trong Hồng quân của Bolshevik. Trong Chiến tranh Xô-Đức, ban đầu ông chỉ huy Phương diện quân Tây Bắc trong Chiến dịch phòng thủ chiến lược Baltic cho đến ngày 30 tháng 6 năm 1941, nhưng sau bị thay thế bằng Thiếu tướng Pyotr Sobennikov vào đầu tháng 8 năm 1941. Tại một phiên họp của Stavka vào ngày 12 tháng 8 năm 1941, ông được giao quyền chỉ huy Tập đoàn quân Độc lập 51 mới, sau đó giữ chức quyền Tư lệnh Phương diện quân Trung Tâm (tháng 7, tháng 8 năm 1941), Tham mưu trưởng Tập đoàn quân 28, Phó Tư lệnh Phương diện quân Tây, và Tư lệnh Tập đoàn quân 61.
Từ tháng 3 năm 1942 đến tháng 6 năm 1943, ông là sĩ quan chỉ huy của Học viện Bộ Tổng tham mưu, và từ tháng 8 năm 1943 đến tháng 2 năm 1944 với tư cách là Phó Tư lệnh của Phương diện quân Volkhov và Phương diện quân Karelia. Từ năm 1945-1948, ông chỉ huy Quân khu Ural, nghỉ hưu vì bệnh.
Ông được chôn cất tại Nghĩa trang Novodevichy ở Moskva.

## Lịch sử quân hàm
- Lữ đoàn trưởng (комбриг) (5.12.1935)
- Sư đoàn trưởng (комдив) (15.07.1938)
- Quân đoàn trưởng (комкор) (15.07.1938)
- Trung tướng (генерал-лейтенант) (4.06.1940)[2]
- Thượng tướng (генерал-полковник) (22.02.1941)

## Huân chương
- 2 Huân chương Lenin (02,21.1945)
- 3 Huân chương Cờ đỏ (12/18/1920, 12/12/1921, 11/3/1944)
- Huân chương Suvorov hạng Nhì (01.03.1944)
- Huân chương Sao đỏ (02/05/1939)